# Radio Popular/Saison 2014
Dieser Artikel listet Erfolge und Fahrer des Radsportteams Rádio Popular in der Saison 2014 auf.

## Erfolge in der UCI Europe Tour
In den Rennen der Saison 2014 der UCI Europe Tour gelangen die nachstehenden Erfolge.
| Datum     | Rennen                     | Kat. | Sieger    |
| --------- | -------------------------- | ---- | --------- |
| 7. August | 7. Etappe Volta a Portugal | 2.1  | Rui Sousa |

## Zugänge – Abgänge
| Zugänge                     | Team 2013         | Abgänge                      | Team 2014             |
| --------------------------- | ----------------- | ---------------------------- | --------------------- |
| César Fonte                 | Efapel-Glassdrive | Domingos Gonçalves           | La Pomme Marseille 13 |
| Rui Sousa                   | Efapel-Glassdrive | David Gutiérrez              | Unbekannt             |
| Frederico Figueiredo        | Neoprofi          | Adrián López                 | Unbekannt             |
| Fábio Mansilhas             | Neoprofi          | Javier Ramírez               | Unbekannt             |
| Alberto Gallego (ab 19.06.) | Neoprofi          | Alberto Gallego (bis 18.09.) | Unbekannt             |

## Mannschaft
| Name                 | Geburtstag         | Nationalität |
| -------------------- | ------------------ | ------------ |
| Gonçalo Amado        | 9. Februar 1994    | Portugal     |
| Nuno Bico            | 3. Juli 1994       | Portugal     |
| Carlos Carneiro      | 5. Januar 1994     | Portugal     |
| Ricardo Ferreira     | 21. September 1992 | Portugal     |
| Frederico Figueiredo | 25. Mai 1991       | Portugal     |
| César Fonte          | 10. Dezember 1986  | Portugal     |
| Fábio Mansilhas      | 18. Februar 1995   | Portugal     |
| Virgilio dos Santos  | 29. Mai 1976       | Portugal     |
| Daniel Silva         | 8. Juni 1985       | Portugal     |
| Célio Sousa          | 31. März 1987      | Portugal     |
| Rui Sousa            | 17. Juli 1976      | Portugal     |